# Barbara Hannigan
Barbara Hannigan (Waverley, Nueva Escocia, Canadá, 8 de mayo de 1971) es una soprano y directora de orquesta canadiense, conocida por sus interpretaciones de música contemporánea, especialmente de la protagonista de la ópera Lulú de Alban Berg, que ha sido objeto de documentales, trabajos interdisciplinarios con directores, coreógrafos y compositores. Hannigan se ha especializado en obras de Henri Dutilleux, Pierre Boulez, György Ligeti, Louis Andriessen, Benjamin Britten y Arnold Schönberg. Es especialmente célebre por dirigir y cantar desde el podio.

## Biografía
Estudió en Halifax, mudándose a los 17 a Toronto donde cursó estudios en la Universidad de Toronto, con Mary Morrison Se perfeccionó en el Banff Centre for the Arts, el Festival de Ravinia, el Centre d'Arts Orford y el Conservatorio Real de La Haya.
Famosa por sus actuaciones en Misterios del Macabro de György Ligeti (versión de concierto de una escena de la ópera El gran macabro), ha sido protagonizado los estrenos mundiales de Writing to Vermeer,,The Bitter Tears of Petra von Kant and The Importance of Being Earnest, Wet Snow, House of the Sleeping Beauties, Written on Skin. y Let me tell you (Hans Abrahamsen 21-12-2013) y trabajos con el coreógrafo Sasha Waltz.
Desde 2011, Hannigan también ha dirigido la Filarmónica de Berlín y otras orquestas en Múnich, Toronto, Cleveland, Gotenburgo o Praga.
En 2016, Hannigan fue condecorada con la Orden de Canadá. y ganó el Rolf Schock Prize en la categoría Artes musicales.
Fue Personalité Musicale de l'Année del 2012, Cantante del año 2013 (Opernwelt y  Ehrenpreise 2018.
Ha sido galardonada con el Premio Musical Léonie Sonning en su edición de 2020.

## Discografía
- Vismas: Vismas, Oxygène, Septet, New Heaven!. 2009
- Defoort: House of the Sleeping Beauties. 2009
- Duttilleux: Correspondance. 2013
- Written on Skin. 2013
- Gerald Barry: The Importance of Being Earnest (Live). 2014
- H. Abrahamsen: Let Me Tell You. 2016
- Erik Satie: Socrate. Winter & Winter, 2016[17]
- Crazy Girl Crazy, Barbara Hannigan, Ludwig Orchestra. Alpha Classics, 2017[18]
- Van de Putte: Bamboleamos No Mundo. Etcétera, 2017[19]
- Vienna: Fin de Siècle. Alpha Classics, 2018[20]
- La Passione: Nono, Haydn & Grisey. Alpha Classics, 2020[21]